# Vombatiformes
Vombatiformes este unul din cele trei subordine ale ordinului marsupialelor, Diprotodontia. Cinci din cele șapte familii cunoscute din acest gen sunt extincte; doar familiile Phascolarctidae, care conține Koala, și Vombatidae, cu trei specii extante de wombat, mai există.
Subordinul Vombatiformes, cu membrii săi strâns înrudiți și formă compactă a corpului, contrastează cu celelalte două subordine, Macropodiformes: canguri, canguri pitici și quokka; și Phalangeriformes: posumi. Despre koala și wombat se crede că au un strămoș comun și că s-au diferențiat recent, în Cenozoic.

## Clasificare
Subordin Vombatiformes
- Familie Phascolarctidae: Koala (1 specie)
  - Gen Phascolarctos
- Familie Vombatidae: wombat (3 specii)
  - Gen †Rhizophascolomus
  - Gen Vombatus
  - Gen †Phascolonus
  - Gen †Warendja
  - Gen †Ramasayia
  - Gen Lasiorhinus
- Familie †Ilariidae
  - Gen †Kuterintja
  - Gen †Ilaria
- Superfamilie †Diprotodontoidea
  - Gen †Alkertatherium
  - Familie †Zygomaturidae
    - Gen †Silvabestius
    - Gen †Neohelos
    - Gen †Raemeotherium
    - Gen †Plaisiodon
    - Gen †Zygomaturus
    - Gen †Kolopsis
    - Gen †Kolopsoides
    - Gen †Hulitherium
    - Gen †Maokopia

  - Familie †Diprotodontidae
    - Gen †Bematherium
    - Gen †Pyramios
    - Gen †Nototherium
    - Gen †Meniscolophus
    - Gen †Euryzygoma
    - Gen †Diprotodon
    - Gen †Euowenia
    - Gen †Stenomerus